# Belén Fabra

Belén Fabra - V Premios Gaudí 2013

Belén Fabra Homedes (Tortosa, 3 de noviembre de 1977) es una actriz española con una trayectoria consolidada en el cine y la televisión.

## Biografía
En su juventud tenía claro que quería dedicarse a la interpretación, gracias a la realización de pequeños papeles en numerosas obras de teatro. El éxito le llega tras el reconocimiento de la crítica por su papel en Plataforma, obra teatral de Calixto Bieito basada en la novela de Houellebecq del mismo nombre, que obtuvo un total de 11 nominaciones en los Premios Max de Teatro de 2008. 
El salto al cine de la actriz catalana se produce en 2007, realizando papeles secundarios en Pactar con el gato y Canciones de amor en Lolita's Club. Pero será en 2008 cuando obtenga su primer papel principal en la gran pantalla en el film Diario de una ninfómana, basado en el superventas de Valérie Tasso, donde Belén Fabra interpreta a Val, una joven atractiva e intelectual, cuya curiosidad por experimentar con el sexo acaba convirtiéndolo en su forma de vida.
Durante el 2013 da vida a Paula Muro en Gran Reserva, la exitosa serie que TVE emite todos los lunes en horario de máxima audiencia, seguida por casi 4 millones de espectadores cada semana.
Actualmente se encuentra grabando la serie de TVE, Derecho a soñar.

## Filmografía
2025
- El Mal. Papel principal. Dirigida por Juanma Bajo Ulloa.

2024
- Chinas. Papel secundario. Dirigida por Arantxa Echevarría.
- Politicamente incorrectos. Papel secundario. Dirigida por Arantxa Echevarría.

2023
- Nunca. Papel principal. Dirigida por Pablo Guirado.

2022
- Lugares a los que nunca hemos ido. Papel principal. Dirigida por Roberto Pérez Toledo.

2021
- La familia perfecta. Papel secundario. Dirigida por Arantxa Echevarría.

2020
- Voces. Papel principal. Dirigida por Ángel Gómez Hernández.

2019   
- Cenestesia. Papel secundario.

2011
- Catalunya über alles!. Dirigida por Ramon Térmens.

2010
- Estación del olvido. Dirigida por Christian Molina y Sandra Serna.

2009
- Flores negras. Dirigida por David Carreras.

2008
- Diario de una ninfómana. Dirigida por Christian Molina.

2007
- Canciones de amor en Lolita's Club. Dirigida por Vicente Aranda.
- Pactar con el gato. Dirigida por Joan Marimón Padrosa.

## Televisión

### Papeles fijos
- Imperium (2012). Antena 3. Como Cordelia
- Gran reserva (2010-2013). La 1. Como Paula Muro
- Cuéntame cómo pasó (2015-2016). La 1. Como Elvira, en 6 episodios
- El Ministerio del Tiempo (2017-2018). La 1. Como Marta, en 7 episodios
- Derecho a soñar (2019). La 1. Como Maricarmen
- Instinto (2019-2020). #0. Como Patricia Cabrera Aguín
- Com si fos ahir (2019-2020). TV3. Como Clara
- La caza (2020-2021). Netflix La 1. Como Malena Marcos
- Servir y proteger (2022-2023) La 1. Como Soledad "Sole" Núñez
- Invisible (2025) Disney Plus. Como Blanca

### Papeles episódicos
Manual para señoritas (2025).Netflix como sra Espinosa
- Hannah (2020)
- Origin (2018).YouTube Premium. Como Capitán Sanchez[1]
- Zoo (2008). TV3. Como Júlia Ferrer
- Hospital Central (2006). Telecinco. Como Elisa
- De moda (2004). ETB y Telemadrid. Aurora
- Temps de silenci (2001). TV3. Como Noia
- Laberint d'ombres (2000). TV3. Como Maui

## Teatro
- Plataforma (2006-2007). Con Juan Echanove
- Una cuestión de género (2017). Madame Bovary

## Premios y candidaturas
Premios Festival Cine Málaga
| Año  | Categoría    | Película                          | Resultado |
| ---- | ------------ | --------------------------------- | --------- |
| 2022 | Mejor actriz | Lugares a los que nunca hemos ido | Ganadora  |

Premios Gaudí
| Año  | Categoría                                | Película                | Resultado |
| ---- | ---------------------------------------- | ----------------------- | --------- |
| 2018 | Mejor interpretación femenina            | Gresol!                 | Ganadora  |
| 2011 | Mejor interpretación femenina secundaria | Catalunya über alles!   | Candidata |
| 2008 | Mejor interpretación femenina principal  | Diario de una ninfómana | Candidata |
|      |                                          |                         |           |

Premios Max
| Año  | Categoría               | Película   | Resultado |
| ---- | ----------------------- | ---------- | --------- |
| 2007 | Mejor actriz de reparto | Plataforma | Candidata |

Premios Valle Inclán de Teatro
| Año  | Categoría            | Película   | Resultado |
| ---- | -------------------- | ---------- | --------- |
| 2006 | Mejor interpretación | Plataforma | Candidata |